# 4043 Perolof
4043 Perolof је астероид главног астероидног појаса са средњом удаљеношћу од Сунца која износи 3,117 астрономских јединица (АЈ).
Апсолутна магнитуда астероида је 12,3.
Открио га је 17. октобра 1977. холандски астроном Корнелис Јоханес ван Хојтен (хол. Cornelis Johannes van Houten) у опсерваторији Паломар код Сан Дијега (САД). Назван је по шведском астрофизичару Пер Олофу Хулту (швед. Per Olof  Hulth).